# L'Aiguillon-sur-Mer
L'Aiguillon-sur-Mer é uma comuna francesa na região administrativa da Pays de la Loire, no departamento de Vendéia. Estende-se por uma área de 8,74 km². Em 2010 a comuna tinha 2 097 habitantes (densidade: 239,9 hab./km²).